# Skyliner
Skyliner je výšková kancelářská budova nacházející se na kruhové křižovatce Rondo Daszyńskiego podél ulice Prosta ve varšavské čtvrti Wola. Stavební práce začaly v září 2017 a budova byla dokončena v lednu 2021. Mrakodrap se svou výškou 195 m patří mezi nejvyšší budovy v Polsku.

## Historie
Stavbu budovy financovala společnost Karimpol Group  navrhlo ji architektonické studio APA Wojciechowski. Generálním dodavatelem stavby byla společnost Warbud SA.
V roce 2022 byla budova oceněna 3. cenou (III. Nagroda) na 26. ročníku Polski Cement w Architekturze cenou za nejlepší stavební design s použitím železobetonu, kterou uděluje Asociace polských architektů a Asociace výrobců cementu.

## Popis
195 metrů vysoká budova je jednou z nejvyšších kancelářských budov v hlavním městě Polska.
Skyliner má 45 kancelářských podlaží a 4 podlaží určená pro komerční a servisní účely, které jsou k dispozici jak nájemcům budovy, tak obyvatelům Varšavy. Na ploše přes 3 500 m² se mimo jiné nachází obchody, restaurace, kavárny a další servisní místa. Bezprostřední okolí budovy bude upraveno vstřícně pro kolemjdoucí, kteří budou moci využít obchodní, servisní a gastronomickou nabídku administrativní budovy. Ve výšce 165 metrů jsou navíc dvě patra Skybaru s výhledem na panorama města, kam se lze dostat vyhrazeným výtahem. Celkem má Skyliner cca 49 000 m² pronajímatelných ploch na 34 podlažích.
Budova se nachází na adrese Rondo Daszyńskiego, poblíž stanice metra M2. Vjezd na pětipatrové parkoviště s kapacitou 430 osobních aut je možný ze dvou stran: z ulic Prosta a Towarowa. V podzemních podlažích je také 300 míst pro kola a šatny pro cyklisty. Skyliner je certifikován v systému BREEAM na úrovni Excellent.
Stavba budovy začala v září 2017 a skončila v lednu 2021.
Na začátku května 2023 developer Karimpol oznámil, že dostal povolení postavit druhou věž poblíž Rondo Daszyńskiego. Administrativní budova Skyliner II má být vysoká 130 metrů a měla by se nacházet hned vedle první etapy investice. Po dokončení výstavby celý komplex nabídne přes 73 000 m² kancelářských prostor k pronájmu.

## Ceny a ocenění
- 2021: Prime Property Prize: ocenění v kategorii „Architektura“[10]
- 2021: CIJ Awards Poland: ocenění v kategorii Best Leading Green Development[11]
- 2022: 3. cena v 26. ročníku soutěže polský cement v architektuře[3]
- 2022: HOF Awards 2022: ocenění v kategorii Best Leading Green Development[12]